# Sitamiang Baru
Sitamiang Baru is een bestuurslaag in het regentschap Padang Sidempuan van de provincie Noord-Sumatra, Indonesië. Sitamiang Baru telt 4366 inwoners (volkstelling 2010).